# RAF Barford St John

i7
i11
i13
Die Royal Air Force Station Barford St John, kurz RAF Barford St John, ist ein von den United States Air Forces in Europe (USAFE) genutzter Militärflugplatz im Vereinigten Königreich, nördlich von Barford St John zwischen Banbury und Bicester in der Grafschaft Oxfordshire, South East England. Flugbetrieb findet hier nicht mehr statt, die Basis dient insbesondere als Kommunikationsstützpunkt und ist ein Satellitenstützpunkt von RAF Croughton.

## Geschichte
RAF Barford St John wurde 1941 zunächst als Außenstelle von RAF Kidlington mit drei Graspisten eröffnet und unterstand in dieser Zeit dem RAF Flying Training Command. Ab Ende 1941 erfolgte jedoch bereits der Ausbau unter anderem mit drei befestigten Start- und Landebahnen für das RAF Bomber Command, das ihn zwischen Dezember 1942 und Anfang 1945 ebenfalls als Schulflugplatz nutzte. Zur Ausbildung kamen bis Ende 1944 ausschließlich die Vickers Wellington. Im Jahr 1943 fungierte die Station daneben als Flugversuchszentrum der neuen Gloster-Düsenjäger, der Gloster E.28/39 und der Meteor aus RAF Brockworth.
Nach dem Krieg wurde der Flugbetrieb 1946 eingestellt. 
Die United States Air Force eröffnete hier 1951 ein Nachrichtenübertragungszentrum, das bis heute existiert.

## Trivia
Auf dem Gelände entstanden 1949 Szenen des Films Der Kommandeur.